# Punta Giglio
La Punta Giglio (en catalán alguerés: Punta del Lliri, en sardo: Punta Liziu; en italiano: Punta Giglio)  Es un promontorio que junto al Cabo Caccia (en catalán, Cap de Caça y en italiano Capo Caccia) encierra la bahía de Porto Conte. Es erróneamente llamada "punta", pero en realidad tiene las características de un "Cabo" por su altura sobre el nivel del mar. Debe su nombre a la presencia de numerosas plantas de lirio (en italiano llamado Giglio). Se incluye en el territorio del área marina protegida de Cabo Caccia - Isla Piana (en catalán, Àrea Natural Marina Protegida del Cap de Caça - Ísola Plana y en italiano, Area naturale marina protetta Capo Caccia - Isola Piana) y desde la cima se puede admirar el paisaje circundante.